# Вивье (кантон)
Вивье́ (фр. Viviers) — кантон во Франции, находится в регионе Рона — Альпы, департамент Ардеш. Входит в состав округа Прива.
Код INSEE кантона — 0830. Всего в кантон Вивье входит 6 коммун, из них главной коммуной является Вивье.

## Коммуны кантона

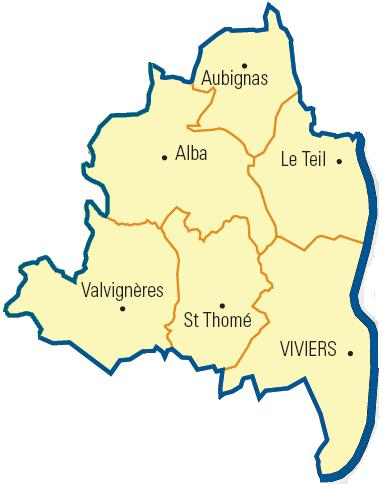
Карта кантона

| Коммуна        | Население, чел. (2006) | Почтовый индекс | Код INSEE |
| -------------- | ---------------------- | --------------- | --------- |
| Альба-ла-Ромен | 1 135                  | 07400           | 07005     |
| Вальвиньер     | 377                    | 07400           | 07332     |
| Вивье          | 3 413                  | 07220           | 07346     |
| Ле-Тей         | 7 999                  | 07400           | 07319     |
| Обинья         | 337                    | 07400           | 07020     |
| Сен-Томе       | 358                    | 07220           | 07300     |

## Население
Население кантона на 2006 год составляло 14 303 человека.
| 1962   | 1968   | 1975   | 1982   | 1990   | 1999   | 2006   | 2007 | 2008 |
| ------ | ------ | ------ | ------ | ------ | ------ | ------ | ---- | ---- |
| 13 133 | 13 685 | 12 988 | 13 016 | 13 105 | 13 619 | 14 303 | —    | —    |